# Organização biológica

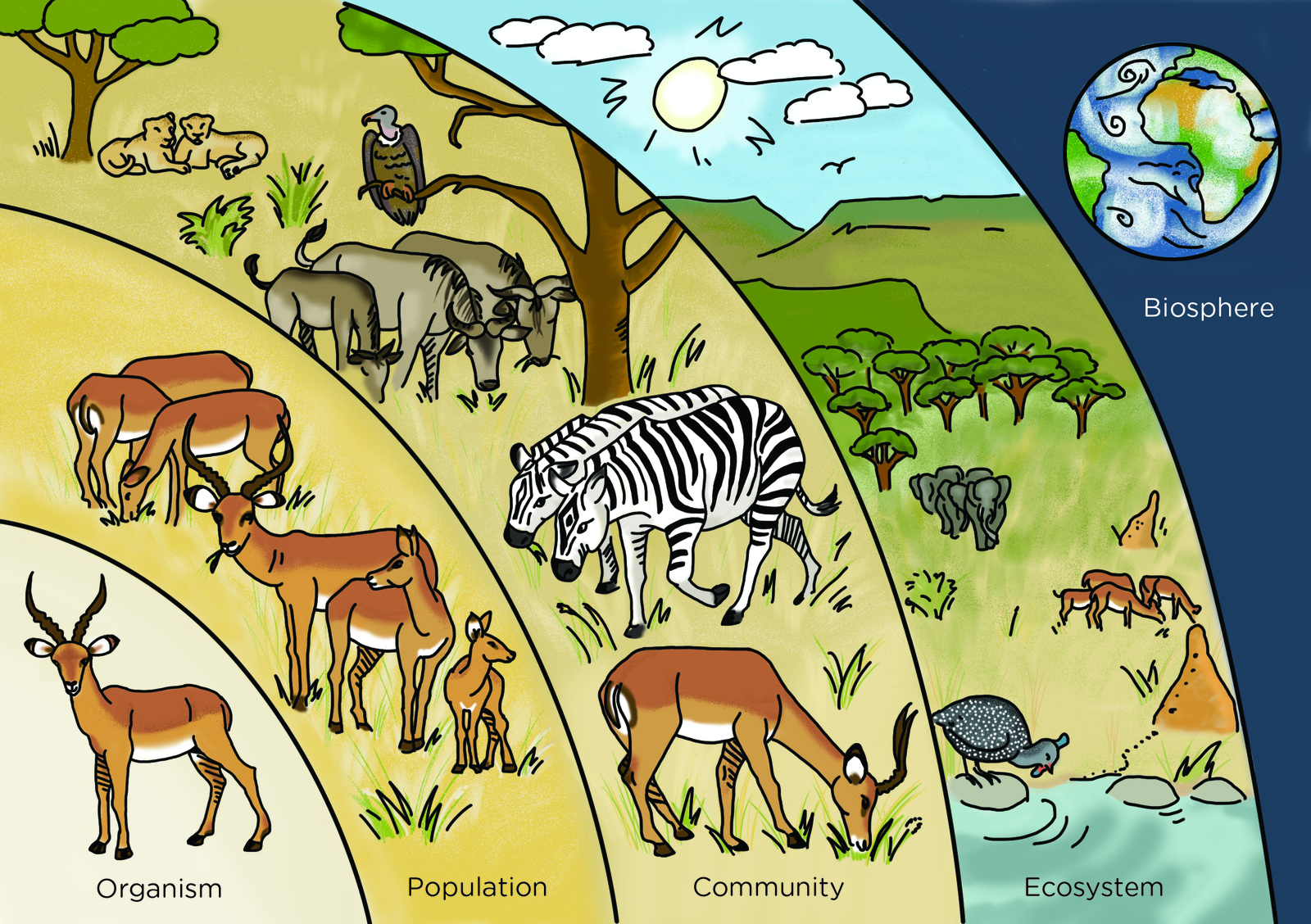
Representação de escala.

Organização biológica ou Hierarquia da vida, é uma hierarquia da estruturas e sistemas biológicas, que definem a vida imediato numa aproximação reducionista. Uma hierarquia tradicional, como se detalhou mais abaixo, desde o átomo (como nível inferior) da biosfera. Os níveis superiores deste esquema se frequentemente ao nome da organização ecológica.

## Níveis
Nível acelular/químico:
- Átomo
- Molécula

Nível celular:
- Célula
- Tecido

Nível anatômico:
- Órgão
- Sistema
- Organismo

Nível ecológico:
- População
- Comunidade (Biocenose, Biota)
- Ecossistema (Biocoro e Biótopo)
- Biosfera (Biociclo)

### Obras citadas
- Griswold, Joseph G.; McDaniel, Nichole (Primavera 2006). Module 1:Overview and Hierarchy of Life. Progressions. New York, New York. ISSN 1539-1752

- Pavé, Alain (2006).  Pumain, Denise, ed. Biological and Ecological Systems Hierarchical Organisation. Hierarchy in Natural and Social Sciences. New York, New York: Springer-Verlag. ISBN 9781402041266

- Postlethwait, John H.; Hopson, Janet L. (2006). Modern Biology. Holt, Rinehart and Winston. ISBN 0-03-065178-6

- Solomon, Eldra P.; Berg, Linda R.; Martin, Diana W. (2002). Biology 6th ed. Brooks/Cole. ISBN 0-534-39175-3. LCCN 2001095366